# Kaditz
Kaditz ist ein rechts der Elbe gelegener Stadtteil von Dresden im nordwestlichen Stadtbezirk Pieschen. Das Dorf Kaditz wurde 1903 nach Dresden eingemeindet. Altkaditz ist der alte denkmalgeschützte Dorfkern des Ortes.

## Lage

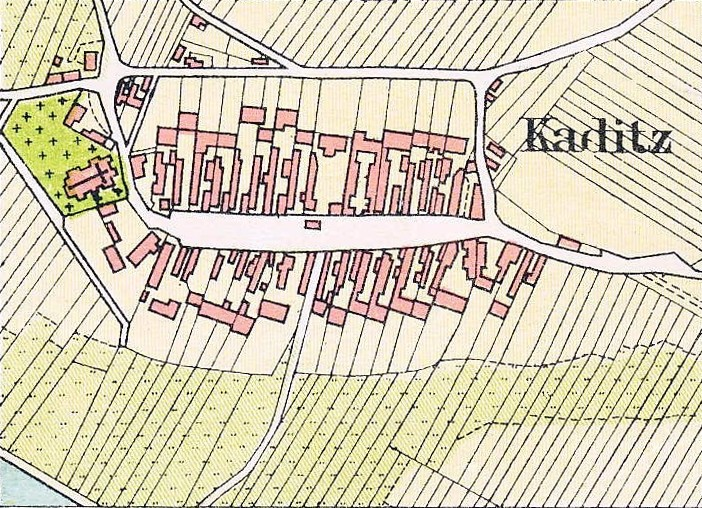
Flurplan aus dem Jahr 1864: Anlage als Straßenangerdorf

Kaditz liegt zwischen Elbe, Leipziger Straße und der Stadt Radebeul. Der Ort liegt nördlich der Lommatzscher Straße und westlich der Washingtonstraße.

## Geschichte
Kaditz wurde 1269 erstmals urkundlich als Kayticz erwähnt, dieser slawische Ortsname leitet sich von Leute eines Kojeta ab. Der Ort war als Straßenangerdorf mit einer Gewannflur angelegt und bestand aus sechs Höfen. Die ursprüngliche Flur lag zwischen dem heutigen Altkaditz und dem Riegelplatz. Im 14. Jahrhundert übernahm Kaditz die Flur des wüst gewordenen Ortes Gleina, Gleina lag östlich des Riegelplatzes. Das bischöflich-meißnische Vorwerk Poppewitz oder Poppitz wurde im 15. Jahrhundert aufgelöst und von den Kaditzern spätestens im 15. Jahrhundert erworben. Poppewitz bestand aus zwei Wirtschaften und lag in Kleinkaditz nördlich des Dorfes. Nach einer Pest im benachbarten Übigau wuchs Kaditz über die heutige Scharfenberger Straße, den alten Bischofsweg, hinaus bis zur Elbe. Die Kaditzer Flur wuchs so auf eine Größe von 495 Hektar an. Die Flächen an der Elbe waren vom Hochwasser bedroht und dienten als Weideland. Um der Zersplitterung der Wirtschaften entgegenzuwirken, wurde 1635 die Erbfolge auf den jüngsten Sohn festgelegt. Der Ort, dessen Größe zwischen 300 und 400 Einwohner lag, war lange sorbisch geprägt. 
Im 18. Jahrhundert zogen Handwerker in den Ort, der dem kurfürstlichen Amt Dresden unterstand. Bis zum Ende des 18. Jahrhunderts führte die Leipziger Chaussee nahe am Dorf nach Serkowitz. Zur Kaditzer Parochie gehörten bis zu neun Dörfer, darunter Trachau und Pieschen. Im 19. Jahrhundert wurde die Parochie aufgrund der Bevölkerungszunahme geteilt. Kaditz wurde 1818 durch einen Brand zerstört. Im Jahr 1854 wurde in Kaditz ein Schulhaus gegenüber der Kirche erbaut. 
Die Industrialisierung erfasste in Kaditz nur Neukaditz. Dieser Ortsteil entstand an der heutigen Rankestraße nach 1875 und bestand aus Arbeiterhäusern. Die Einwohnerzahl stieg auf 3780 zur Jahrhundertwende. In dieser Zeit entstanden Häuserblocks am Riegelplatz. Nach dem Ersten Weltkrieg wurden Kleinhaussiedlungen zwischen Kötzschenbrodaer und Gleinaer Straße ohne baulichen Zusammenhang zum Dorfkern errichtet. Im Jahr 1903 wurde Kaditz nach Dresden eingemeindet. Von 1918 bis 1921 wurde von Arbeitslosen in Notstandsarbeiten die Kaditzer Flutrinne in einem alten Arm der Elbe zur Ableitung deren Hochwasser errichtet. 
Kaditz war im August 2002 vom Jahrhunderthochwasser der Elbe eingeschlossen.

## Kultur und Sehenswürdigkeiten

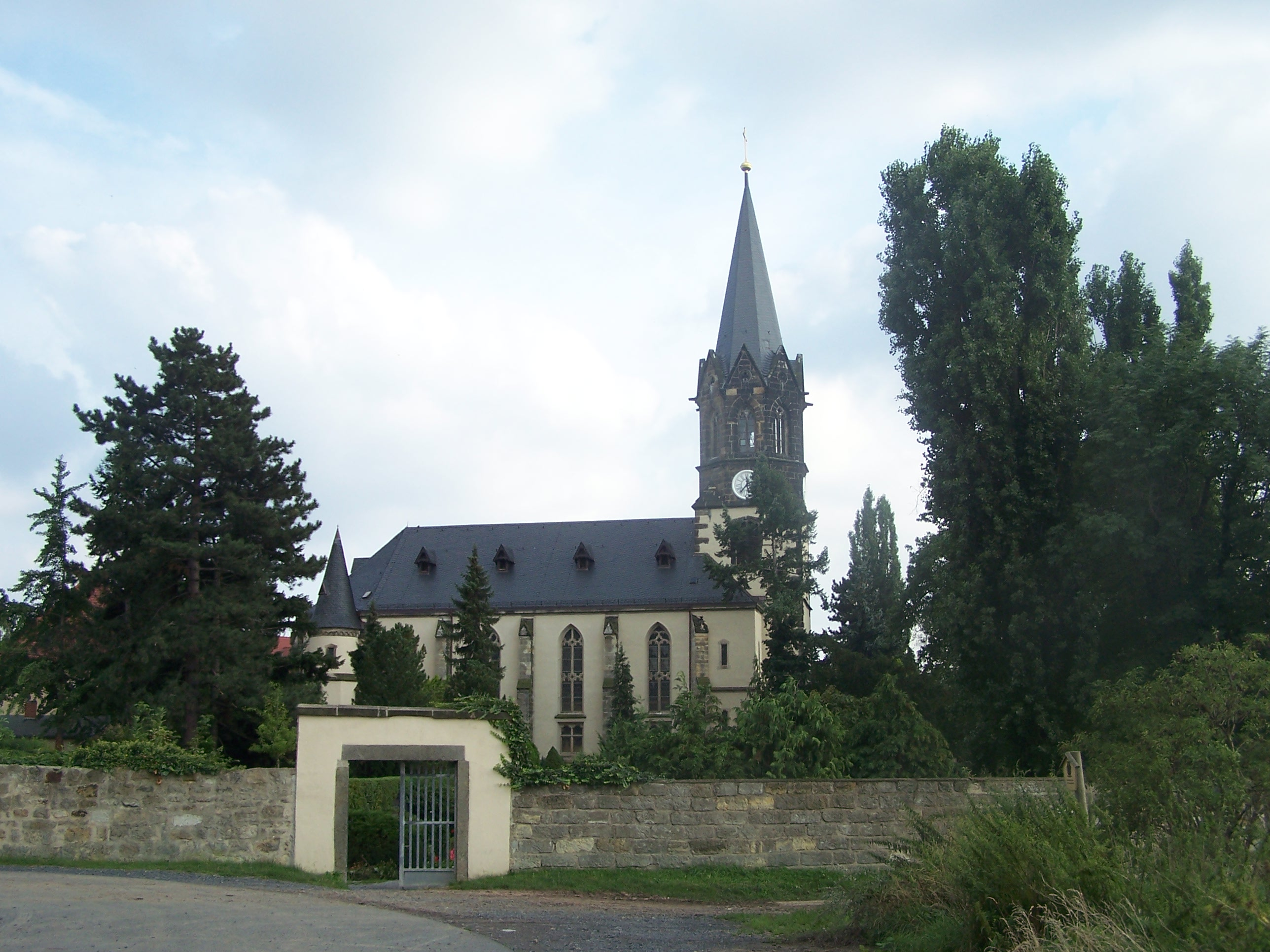
Emmauskirche in Altkaditz

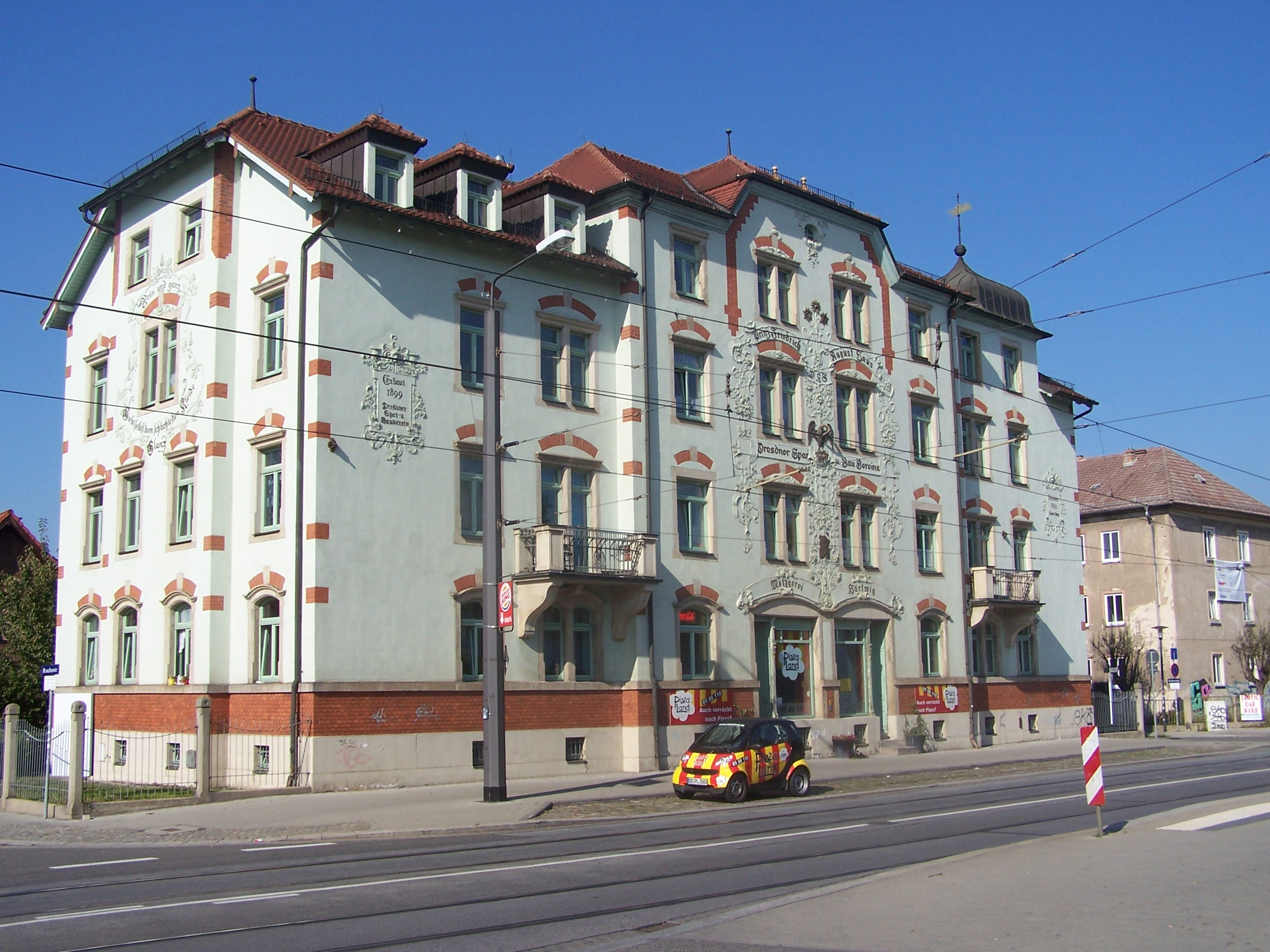
Friedrich-August-Haus in Neukaditz

- Der „Dorfkern Altkaditz“ ist als Gesamtanlage erhalten und steht unter Denkmalschutz. Er besteht aus Fachwerkhäusern und Höfen mit Laubengalerien sowie dem Pfarrhaus aus dem Jahr 1668. Die Häuser mit dem Giebel zur Straße wurden nach dem Brand von 1818 wieder aufgebaut.
- Die Emmauskirche wurde 1273 als Laurentiuskirche erstmals erwähnt. Im Jahr 1904 wurde sie in Emmauskirche umbenannt. Zur Parochie gehören die Orte Übigau und Mickten.
- Die Kaditzer Linde steht im ummauerten Kirchhof der Emmauskirche. Mit einem geschätzten Alter von 700 bis 900 Jahren ist diese ehemalige Gerichtslinde der nachweislich älteste Baum Dresdens.

Der Verein „Neue Nachbarschaft Kaditz e. V.“ kümmert sich um die Anliegen des Stadtteils.

## Persönlichkeiten
- Christian Heinrich Ziller (1791–1868), Baumeister, Architekt und Regierungsbaurat in Preußen
- Carl Robert Croll (1800–1863), Landschaftsmaler
- Bernhard Gottlob Schmidt (1822–1869), Jurist und Hochschullehrer
- Benno Schmidt (1826–1896), Mediziner und Hochschullehrer
- Hans Planitz (1882–1954), Rechtswissenschaftler und Rechtshistoriker

## Wirtschaft und Infrastruktur

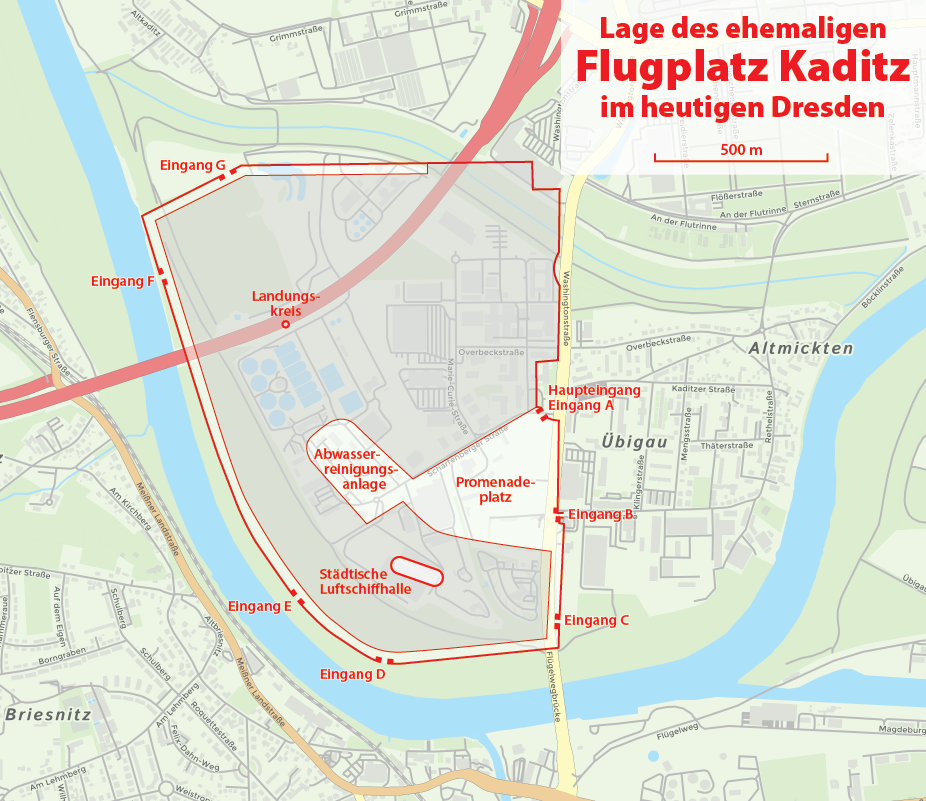
Lage des Flugplatzes Kaditz im heutigen Stadtgebiet

In Kaditz befand sich zwischen 1913 und 1926 der Flugplatz Dresden-Kaditz, der zunächst für Luftschiffe genutzt wurde. Es entstand eine Halle für zwei Luftschiffe. Der Flugpionier Hermann Reichelt nutzte den Platz für die Flugzeugproduktion und für Testflüge. Er verunglückte 1914 hier tödlich bei einer Vorführung. Im Ersten Weltkrieg wurde der Platz militärisch genutzt, anschließend für den Luftpostverkehr. Infolge von Kapitalmangel und der im Versailler Vertrag getroffenen Regelungen zur Beschränkung des Luftverkehrs wurde der Platz 1926 aufgegeben und das Gelände unter anderem für Industrieansiedlungen und Schrebergärten genutzt.
Die Frühgemüsezentrum Kaditz GmbH hat 40 Mitarbeiter, 43 Hektar Freilandfläche und eine 5 Hektar Gewächshausanlage. Der Umsatz beträgt 1,4 Millionen Euro. Das Unternehmen versorgte in der DDR-Zeit mit früher über 1.000 Hektar Anbaufläche die gesamte DDR und wurde „Klein-Holland“ genannt. 2024 wurde über die Firma ein vorläufiges Insolvenzverfahren angemeldet.
In Kaditz befindet sich eine von Hans Erlwein 1911 erbaute Kläranlage.
Nach 1990 wurde in Kaditz das Einkaufszentrum Elbepark Dresden errichtet.
Die Kaditzer Elbbrücke wurde 1930 auf Übigauer Flur zur Erschließung eines geplanten Industriegebietes errichtet. In Kaditz verkehren zum einen die Straßenbahnlinien 9 und 13 sowie die Buslinien 64, 70, 72, 79 und 80 der Dresdner Verkehrsbetriebe. Außerdem verkehrt die Linie 476 der Verkehrsgesellschaft Meißen.

## Wüstung Gleina
Auf den Kaditzer Fluren befinden sich mit Gleina und Poppewitz mehrere Wüstungen.
Das dem Meißner Domkapitel unterstehende Dorf Gleina an den Seewiesen zwischen Radebeul, Kaditz und Trachau wurde 1303 zum ersten Mal urkundlich erwähnt, auch von 1350 existiert ein Nachweis. Um 1400 wurde Gleina als Ort aufgelassen, jedoch noch bis zur Mitte des 16. Jahrhunderts als Wüstung erwähnt.
Im Jahr 1529 wird laut Karlheinz Blaschkes Historischem Ortsverzeichnis von Sachsen Gleina als Flur mit 7 Hufen beschrieben, 1589 haben dort 4 besessene Mann (Hüfner) gesiedelt.
Später wurde die Flur an die umliegenden Dörfer verteilt, hauptsächlich an Kaditz, Teile auch an Radebeul. Heute erinnert noch die Gleinaer Straße in Kaditz an das ehemalige Dorf.